# Flickingeria tricarinata
Flickingeria tricarinata là một loài thực vật có hoa trong họ Lan. Loài này được Z.H.Tsi & S.C.Chen mô tả khoa học đầu tiên năm 1995.